# Lekkoatletyka na Igrzyskach Rady Współpracy Zatoki Perskiej 2011
Lekkoatletyka na Igrzyskach Rady Współpracy Zatoki Perskiej 2011 – zawody lekkoatletyczne podczas igrzysk Rady Współpracy Zatoki Perskiej odbyły się w mieście Madinat 'Isa (Bahrajn), na Khalifa Sports City Stadium, w dniach od 17 do 19 października. Startowali wyłącznie mężczyźni.

## Rezultaty
| Konkurencja:                  | 1. miejsce                                                                                       | Rezultat        | 2. miejsce | Rezultat    | 3. miejsce | Rezultat    |
| Bieg na 100 m                 | Barakat Al-Harthi                                                                                | 10,17 NR PB     | Femi Ogunode | 10,25       | Yasser Al-Nassiri                                                                                              | 10,57       |
| Bieg na 200 m                 | Femi Ogunode                                                                                     | 20,55           | Barakat Al-Harthi | 20,77 NR PB | Omar Juma Al-Salfa                                                                                             | 20,90 SB    |
| Bieg na 400 m                 | Ahmed Mohamed Al-Merjabi                                                                         | 46,3            | Hassen Imam Salmeen | 47,6        | Abdullah Ahmed Abkar                                                                                           | 47,8        |
| Bieg na 800 m                 | Mohamed Mutlak Al-Azimi                                                                          | 1:47,35         | Abdulaziz Abdullah Ladan | 1:47,78 PB  | Mohammed Al-Salhi                                                                                              | 1:49,18     |
| Bieg na 1500 m                | Ali Abubaker Kamal                                                                               | 3:37,38 SB      | Mohamed Al-Garni | 3:37,50 SB  | Mohamed Mutlak Al-Azimi                                                                                        | 3:44,10     |
| Bieg na 5000 m                | Hussain Jamaan Al-Hamdah                                                                         | 13:56,20        | Hasan Mahboob Ali | 13:57,32 SB | Dejene Regassa                                                                                                 | 14:03,85    |
| Bieg na 10 000 m              | Hasan Mahboob Ali                                                                                | 28:37,91        | Alemu Bekele | 28:41,23 PB | Hussain Jamaan Al-Hamdah                                                                                       | 29:06,65    |
| Półmaraton                    | Khaled Kamal Khaled                                                                              | 1:06:04 SB      | Stephen Kamar | 1:10:03 PB  | Abdullah Abdulaziz Al-Joud                                                                                     | 1:12:02     |
| Bieg na 110 m przez płotki    | Ahmad Al-Moualed                                                                                 | 13,81           | Abdulaziz Al-Mandeel | 13,87       | Ali Hussein Al-Zaki                                                                                            | 14,40       |
| Bieg na 400 m przez płotki    | Jassem Waleed Al-Mass                                                                            | 52,15           | Bandar Yahya Al-Sharakili | DNF         | |             |
| Bieg na 3000 m z przeszkodami | Ali Abubaker Kamal                                                                               | 8:50,40         | Tareq Mubarak Taher | 8:51,51     | Isaac Chelimo                                                                                                  | 9:02,38     |
| Sztafeta 4 × 100 m            | Oman · Fahad Khamis Al-Jabri · Barakat Al-Harthi · Abdullah Al-Sooli · Yahya Al-Nofali           | 39,49 NR        | Zjednoczone Emiraty Arabskie · Hussain Ghulom Al-Blooshi · Ahmed Al-Zaabi · Hamad Hassan Khamis Al-Badwawi · Omar Juma Al-Salfa | 40,35       | Arabia Saudyjska · Yahya Ibrahim Hassan · Mahmoud Hafiz Ibrahim · Faris Yahya Al-Sharakili · Yasser Al-Nassiri | 40,47       |
| Sztafeta 4 × 400 m            | Oman · Obaid Al-Quraini · Othman Al-Busaidi · Abduallah Said Al-Haidi · Ahmed Mohamed Al-Merjabi | 3:07,79 NR      | Katar · Hassen Imam Salmeen · Jamal Al-Hayrani · Gamal Abdelnasir Abubaker · Femi Ogunode                                       | 3:07,80     | Arabia Saudyjska · Abdullah Ahmed Abkar · Mohammed Al-Salhi · Younes Ibrahim Al-Hosah · Ismail Al-Sabani       | 3:09,87     |
| Skok wzwyż                    | Mutaz Essa Barshim                                                                               | 2,16            | Sayed Abbas Al-Alaoui | 2,13 SB     | Ibrahim Al-Ajlan                                                                                               | 2,10        |
| Skok o tyczce                 | Fahad Bader Al-Mershad                                                                           | 5,00            | Saleh Al-Shemali | 4,80 PB     | |             |
| Skok w dal                    | Saleh Abdelaziz Al-Haddad                                                                        | 7,62 SB         | Ahmed Nezar Al-Sharfa | 7,17        | |             |
| Trójskok                      | Mohammed Abdullah Abbas                                                                          | 15,92           | Ali Ahmed Al-Muashi | 15,23 PB    | Hassan Nasser Darweesh                                                                                         | 15,23       |
| Pchnięcie kulą                | Meshari Suroor Saad                                                                              | 18,19           | Ahmed Hassan Gholoum | 17,75       | Khalid Abdullah Kidallah                                                                                       | 16,25       |
| Rzut dyskiem                  | Essa Moh.Gharib Al-Zankawi                                                                       | 57,60 NR NJR PB | Saber Salem Baiha | 52,54 SB    | |             |
| Rzut młotem                   | Ali Mohamed Al-Zinkawi                                                                           | 76,72           | Mohamed Abdulkarim Al-Jawher | 62,16       | Mohammed Omar Al-Khatib                                                                                        | 61,71 NR PB |
| Rzut oszczepem                | Abdullah Adnane Al-Omeiri                                                                        | 66,99           | |             | |             |